# Nicolaus Benedicti Rymonius
Nicolaus Benedicti Rymonius (tidigare Rylander), född 1625 eller 1628 på Drättinge i Gammalkils församling i Östergötlands län, död 2 maj 1705 i Ingatorps församling i Jönköpings län, var en svensk präst i Ingatorps församling.

## Biografi
Rymonius blev 1646 student vid Uppsala universitet och avlades magisterexamen därstädes. Han blev 1659 eloqu. lektor vid Linköpings katedralskola och prästvigdes samma år. Han rekommenderades av professor Werelius att efterträda kyrkoherden Nicolaus Ingatorpensis i Ingatorps församling och tillträdde tjänsten 3 februari 1660. Rymonius blev 1682 kontraktsprost i Södra Vedbo kontrakt. Han avled 2 maj 1705 i Ingatorps församling.

### Familj
Rymonius gifte sig med Sara Werelia. Hon var dotter till kyrkoherden Nicolaus Ingatorpensis och Bothilda Olofsdotter i Ingatorps församling. De fick tillsammans barnen: landssekreteraren Petrus Rymonius i Västerbotten, kyrkoherden Benedictus Rymonius (1663–1704) i Skärkinds församling, kyrkoherden Nicolaus Rymonius i Ingatorps församling, studenten Samuel Rymonius, Christon Rymonius som var gift med landmätaren Figrelius i Kalmar län, Elisabeth Rymonia gift med kyrkoherden Johannes Bruzelius i Flisby församling och Margaretha Rymonia gift med komminister Canutus Rosinius i Bellö församling.